# Sudirmanbergen

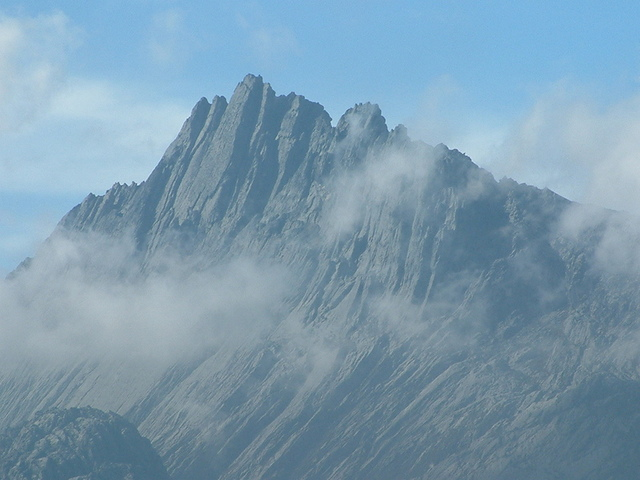
Puncak Jaya är det högsta berget i Sudirmanbergen.

Sudirmanbergen är en bergskedja i Papua-provinsen i Indonesien. Den kallas även Dugunduguoo, Nassaubergen eller Snow Mountains. Kedjan utgörs av en västlig del av Maokebergen. Det högsta berget i Maokebergen, Puncak Jaya (4 884 meter), ligger i Sudirmanbergen. Surdimanbergen skiljs från den östliga delen av Maokebergen, Jayawijayabergen, genom Baliemdalen.